# یاروسلاو زلنی
یاروسلاو زلنی (چکی: Jaroslav Zelený؛ زادهٔ ۲۰ اوت ۱۹۹۲) بازیکن فوتبال اهل جمهوری چک است.
از باشگاه‌هایی که در آن بازی کرده‌است می‌توان به باشگاه فوتبال هرادتس کرالووه اشاره کرد.
وی همچنین در تیم ملی فوتبال جمهوری چک بازی کرده‌است.